# José Ribeiro Portugal
José Ribeiro Portugal (Cachoeira de Minas, 25 de julho de 1901 – Rio de Janeiro, 19 de julho de 1992) foi um médico brasileiro.
Doutorado em medicina pela Faculdade de Medicina do Rio de Janeiro em 1927, com tese sobre anatomia do trigêmeo. Foi eleito membro da Academia Nacional de Medicina em 1945, sucedendo Ovídio Peixoto Meira na Cadeira 32, que tem Antônio Félix Martins como patrono.